# Sensitive Pornograph
Sensitive Pornograph (センシティブ・ポルノグラフ Senshitibu Porunogurafu?) es una antología japonesa de historias cortas de género yaoi, escritas e ilustradas por Ashika Sakura, también autora del manga Sekirei, publicada bajo su otro seudónimo de Sakurako Gokurakuin. La obra fue publicada en 2003 en la revista June Comics Piace Series de la editorial June-NET. En 2004, Sensitive Pornograph fue adaptada a un OVA individual que une dos historias; la homónima y la cuarta historia del manga, Trophies Belong in the Bedroom. Fue animado por Digital Works con la colaboración de Phoenix Entertainment.

## Argumento

### Primera parte
La historia comienza con Seiji Yamada (Ken'ichi Suzumura), un joven artista de manga shōnen que entabla una relación con el también mangaka y escritor de historias hentai, Sono Hanasaki (Kishō Taniyama), a quien Yamada admira y considera su artista favorito. La trama se desarrolla con Yamada confundiendo a Sono con una mujer, para luego descubrir que en realidad se trataba de un hombre. Aun así, este suceso no parece importunar a Seiji ni mucho menos disminuir su admiración hacia él, y ambos terminan involucrándose en una relación amorosa. Las preocupaciones de Seiji se originan al enterarse de las tendencias promiscuas de Sono y comienza a dudar acerca de los sentimientos que éste guarda hacia su persona, creyendo que no lo amaba. Esto provoca la separación temporal de la pareja. Sin embargo, ambos se reconcilian luego de que Seiji aprende del daño emocional que Sono ha sufrido como resultado de ser abandonado una y otra vez por las personas que solo querían estar con él por sexo y su cuerpo.

### Segunda parte
La historia comienza con Kōji Ueno (Shinji Kawada), un estudiante universitario que trabaja a tiempo parcial como cuidador de mascotas. Ueno recibe la petición de un cliente para cuidar a un conejo llamado "Aki-chan". Al llegar a la residencia especificada, se encuentra con un joven (Nobuyuki Hiyama) atado y desnudo en un armario, que aparentemente es el esclavo sexual del hombre que contrató a Ueno. 

## Personajes
Seiji Yamada (山田征二 Yamada Seiji?)
Voz por: Ken'ichi Suzumura
Sono Hanasaki (花崎園 Hanasaki Sono?)
Voz por: Kishō Taniyama
Aki Ayamatsu (綾松 秋 Ayamatsu Aki?)
Voz por: Nobuyuki Hiyama
Kōji Ueno (植野宏二 Ueno Kōji?)
Voz por: Shinji Kawada
Yasuda (安田?)